# 金皇冠中國大酒店
金皇冠中國大酒店（葡萄牙語：Golden Crown China Hotel），位於澳門國際機場對面，因而坊間有「機場酒店」之稱。金皇冠中國大酒店於1999年啟用，以配合機場的相關配套設施。酒店曾被稱為「中國大酒店」以及「澳門中國大酒店」，於2006年易名為現名。
受2019冠狀病毒病疫情的影響，由2020年3月17日至4月30日及8月1日起，該酒店被澳門政府作為指定醫學觀察酒店，政府會借用當中的250間作為醫學隔離酒店。而該酒店與同樣用作“醫學觀察酒店”的金寶來酒店相通。

## 客房
酒店設有6款不同的客房供選擇，包括：標準房、商務/行政房、豪華房、套房、帝皇套房及總統套房。

## 交通

### 公共巴士
T356 澳門機場（Aeroporto de Macau）
路線：26、36、51A、51X、AP1、AP1X、MT1、MT4、N2
T411 金皇冠中國大酒店（Hotel China Coroa Douro）
路線：37

### 輕軌
█  氹仔線機場站

## 外部連結
- 金皇冠中國大酒店 （页面存档备份，存于）

## 鄰近建築／景點
- 大潭山郊野公園 (9樓出入口)
- 澳門會展中心 (9樓出入口)
- 澳門國際機場 (2樓出入口或3樓出入口)